# Brasserie de l'abbaye d'Andechs
La brasserie de l'abbaye d'Andechs (en allemand : Klosterbrauerei Andechs) est une brasserie dont le siège se trouve à l'abbaye d'Andechs.
Elle est la seule brasserie d'abbaye en Allemagne à produire de la bock. La production annuelle dépasse les 100 000 hl.

## Histoire
Depuis le Moyen Âge (première mention écrite en 1455), l'abbaye d'Andechs produit de la bière. Les moines bénédictins perpétuent la tradition de brassage. Une malterie de sept étages en béton armée est bâtie en 1906. La première usine d'embouteillage apparaît en 1950. En 1972, l'abbaye décide de construire une nouvelle brasserie. Une cave moderne pour les fûts et les bouteilles est achevée en 1974. La nouvelle salle de brassage par décoction vient en 1983. En 2006, l'extension pour la fermentation et la cave de stockage est finie. La salle de brassage est rénovée totalement en 2007.

## Production
La brasserie de l'abbaye d'Andechs est principalement connue pour l'Andechser Doppelbock Dunkel d'un taux d'alcool de 7% et de densité primitive de moût de 18,5 %. Elle produit aussi l'Andechser Vollbier Hell, Andechser Spezial Hell, Andechser Bergbock Hell, Andechser Export Dunkel, Andechser Weißbier Hell et Andechser Weißbier Dunkel.